# Гідроелектростанція

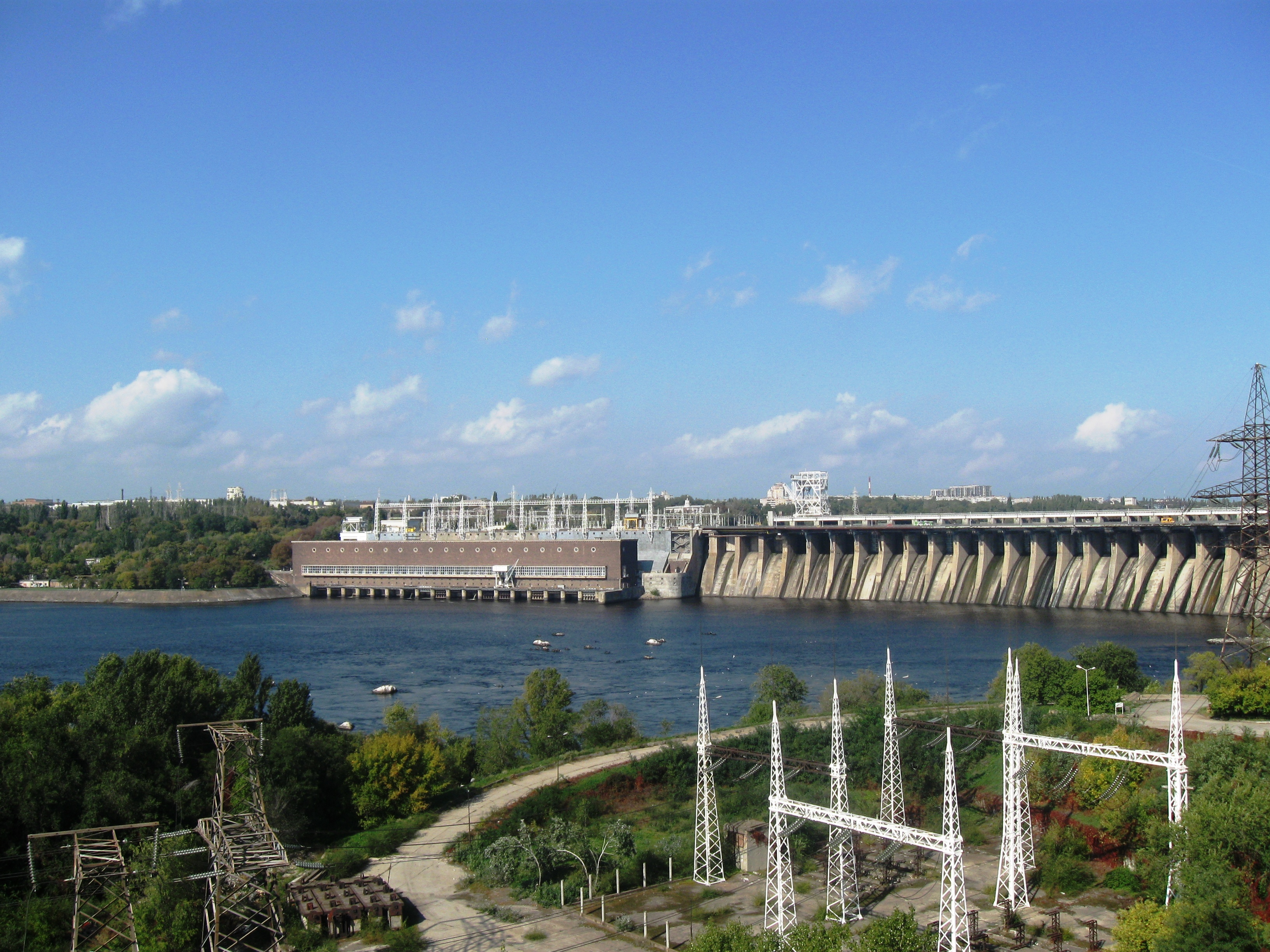
ДніпроГЕС. м. Запоріжжя.

Гідроелектроста́нція (ГЕС) — електростанція, яка за допомогою гідротурбіни перетворює кінетичну енергію води в електроенергію.

## Різновиди ГЕС
ГЕС, будівля якої є частиною греблі, називається русловою (наприклад, Кременчуцька, Київська ГЕС).
Якщо будівля розташована окремо, біля основи греблі на протилежному від водосховища боці, то така ГЕС називається пригреблевою (наприклад, ДніпроГЕС).
ГЕС, до якої вода подається трубами, називається дериваційною (наприклад, Інгурський каскад на Кавказі).
Гідроакумулювальні електростанції (ГАЕС) з оборотними гідроагрегатами (що працюють як генератори струму або водяні помпи) в години малого споживання електроенергії перекачують воду з водосховища у верхній басейн, а в години пікових навантажень виробляють енергію як звичайні ГЕС (наприклад, Київська ГЕС, Дністровська ГАЕС).
ГЕС з використанням енергії припливів називають припливними (наприклад, ГЕС у Франції на річці Ранс).

## Принцип роботи

Гідротурбіна та електричний генератор.A=генератор; 1=статор; 2=ротор; B=турбіна; 3=регульовані клапани; 4=лопатки турбіни; 5=потік води; 6=вісь обертання турбіни і генератора

Принцип роботи ГЕС досить простий. Ланцюг гідротехнічних споруд забезпечує необхідний напір води, що надходить на лопаті гідротурбіни, яка приводить в дію генератори, що виробляють електроенергію.
Необхідний напір води утворюється за допомогою будівництва греблі, і як наслідок концентрації річки в певному місці, або деривації — природним струмом води. У деяких випадках для отримання необхідного напору води використовують спільно і греблю, і деривації.
У своїй роботі ГЕС використовує цілий комплекс генераторів та насосів. Використовуються тут і оборотні гідроелектроагрегати. Вони можуть працювати в обох режимах. І генератора, і насоса.
Безпосередньо в самій будівлі гідроелектростанції розташовується все енергетичне обладнання. Залежно від призначення, воно має свій певний поділ. У машинному залі розташовані гідроагрегати, які безпосередньо перетворюють енергію струму води в електричну енергію. Також є додаткове обладнання, таке як пристрої керування й контролю над роботою ГЕС, трансформаторна станція та інше.
Гідроелектричні станції залежно від потужності поділяють на такі:
- потужні — виробляють від 25 МВт до 250 МВт і вище;
- середні — до 25 МВт;
- мала гідроелектростанція — електрична станція, що виробляє електричну енергію за рахунок використання гідроенергії, встановлена потужність якої становить більше 1 МВт, але не перевищує 10 МВт, що встановлено Законом України «Про електроенергетику»;
- мінігідроелектростанція — електрична станція, що виробляє електричну енергію за рахунок використання гідроенергії, встановлена потужність якої становить більше 200 КВт, але не перевищує 1 МВт, що встановлено Законом України «Про електроенергетику»
- мікрогідроелектростанція — електрична станція, що виробляє електричну енергію за рахунок використання гідроенергії, встановлена потужність якої не перевищує 200 КВт, що встановлено Законом України «Про електроенергетику»[2]

Потужність ГЕС безпосередньо залежить від натиску води, а також від ККД використовуваного генератора. Через те, що за природними законами рівень води постійно змінюється, залежно від сезону, а також ще від низки причин, як вираження потужності гідроелектричної станції прийнято брати циклічну потужність. Наприклад, розрізняють річний, місячний, тижневий або добовий цикли роботи гідроелектростанції.

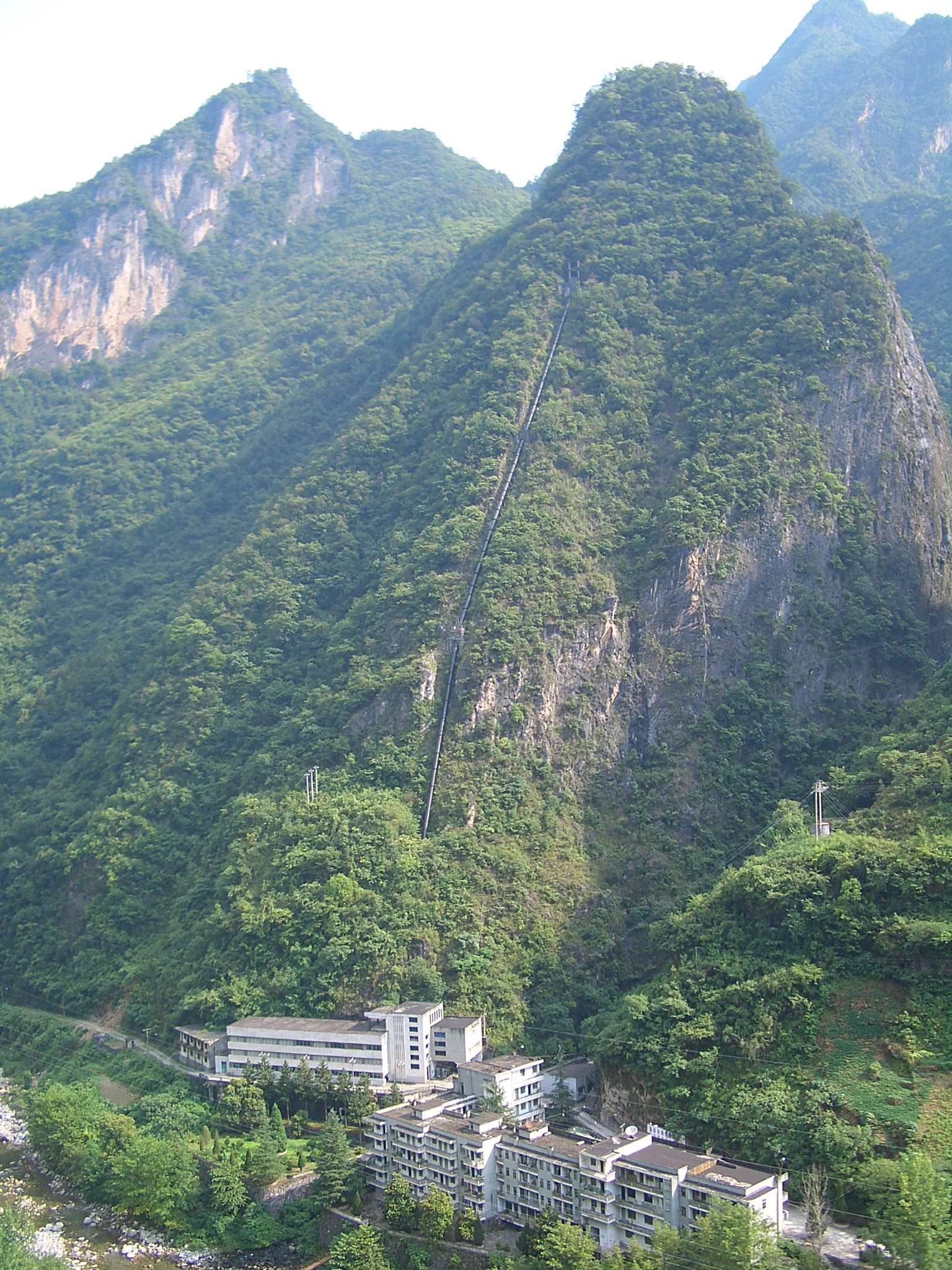
Типова для гірських районів Китаю мала ГЕС (ГЕС Хоуцзибао, повіт Сіншань округу Ічан, пров. Хубей). Вода надходить з гори по чорному трубопроводу

Гідроелектростанції також діляться залежно від максимального використання напору води:
- високонапірні — понад 60 м;
- середньонапірні — від 25 м;
- низьконапірні — від 3 до 25 м.

Залежно від натиску води, в гідроелектростанціях застосовуються різні види турбін. Для високонапірних — ковшові і радіально-осьові турбіни з металевими спіральними камерами. На середньонапірних ГЕС встановлюються поворотнолопатні і радіально-осьові турбіни, на низьконапірних — поворотнолопастні турбіни в залізобетонних камерах. Принцип роботи всіх видів турбін схожий — вода, що подається під тиском (напір води), надходить на лопаті турбіни, які починають обертатися. Механічна енергія, таким чином, передається на гідрогенератор, який і виробляє електроенергію. Турбіни розрізняються деякими технічними характеристиками, а також камерами — залізними або залізобетонними, і розраховані на різний тиск води.
Гідроелектричні станції також розділяються залежно від принципу використання природних ресурсів, і відповідно створення концентрації води. Тут можна виділити такі ГЕС:
руслові і пригреблеві ГЕС.
Це найпоширеніші види гідроелектричних станцій. Натиск води в них створюється за допомогою установки мостом, повністю перегородка річки, або що піднімає рівень води в ній на необхідну позначку. Такі гідроелектростанції будують на багатоводних рівнинних річках, а також на гірських річках, у місцях, де русло річки вужче, стиснуте.
греблеві ГЕС.
Будуються при більших напорах води. У цьому випадку річка повністю перегороджується греблею, а сама будівля ГЕС розташовується за греблею, у нижній її частині. Вода, в цьому випадку, підводиться до турбін через спеціальні напірні тунелі, а не безпосередньо, як у руслових ГЕС.
дериваційні гідроелектростанції.
Такі електростанції будують у тих місцях, де великий ухил річки. Необхідна концентрація води в ГЕС такого типу створюється за допомогою деривації. Вода відводиться з річкового русла через спеціальні водовідведення. Водоводи спрямлені, і їхній ухил значно менший, ніж середній ухил річки. У підсумку вода підводиться безпосередньо до будівлі ГЕС. Дериваційні ГЕС можуть бути різного виду — безнапірні або з напірної деривації. У випадку напірної деривації, прокладається водовід із великим подовжнім ухилом. В іншому випадку на початку деривації на річці створюється вища гребля, і створюється водосховище — така схема ще називається змішаної деривації, тому що використовуються обидва методи створення необхідної концентрації води.
гідроакумулюючі електростанції.
Такі ГАЕС здатні акумулювати вироблювану електроенергію, і пускати її в хід у моменти пікових навантажень. Принцип роботи таких електростанцій наступний: в певні моменти (часи не пікового навантаження), агрегати ГАЕС працюють як насоси, і закачують воду в спеціально обладнані верхні басейни. Коли виникає потреба, вода з них поступає в напірний трубопровід і, відповідно, приводить в дію додаткові турбіни.
У гідроелектричні станції, залежно від їх призначення, також можуть входити додаткові споруди, такі як шлюзи або суднопідйомники, що сприяють навігації по водоймі, рибопропускні, водозабірні споруди, що використовуються для іригації і багато іншого.
Цінність гідроелектричної станції полягає в тому, що для виробництва електричної енергії вони використовують поновлювані джерела енергії. З огляду на те, що потреби в додатковому паливі для ГЕС немає, кінцева вартість одержуваної електроенергії значно нижче, ніж при використанні інших видів електростанцій. Однією з переваг ГЕС є короткий цикл «запуск-зупинка», що дозволяє швидко включити її коли в мережі є надлишок електроенергії, або швидко включити коли енергія в дефіциті; ГЕС можна ввімкнути-вимкнути за кілька хвилин, в той час як в електростанцій на викопному паливі ці процеси можуть займати кілька годин.

## Обмеження існуючих систем гідроенергетики
Досвід експлуатації висвітлив переваги, проте, засвідчив і суттєві вади існуючих систем енергетики. Оскільки енергетичні перетворення у системах відбуваються за допомогою масивних рухомих елементів (роторів), це обумовлює необхідність періодичного обслуговування протягом всього строку експлуатації.
З іншої сторони, наявні гідроелектростанції, зазвичай, є системами непрямої дії. Вони потребують подвійного і, навіть, потрійного проміжного перетворення енергії. Наприклад, у гідроелектростанціях механічна кінетична енергія водяного потоку спочатку обертається у кінетичну енергію роторів гідротурбін. Внаслідок перехідних енергетичних трансформацій схеми гідроелектростанцій ускладнюються, і знижується їх виробнича ефективність.
На додаток, велетенські енергетичні об'єкти породжують суттєві екологічні проблеми. Фундаментальні та прикладні дослідження дозволили кількісно накопичити нові знання, втім, до цього часу не забезпечили якісного прориву у створенні енергоефективних та доступних систем відновлюваної енергії. Можливості подальшого підвищення ефективності таких систем обмежені.
Розрахунки свідчать, навіть прогрес у створенні енергетичних перетворювачів, окремі удосконалення як то безгреблеві гідроелектростанції на основі напівзанурених та занурених гідротурбін; вітротурбінні гідроакумулювальні електростанції, кількісне їх нарощування не в змозі кардинально вирішити назрілі проблеми макроскопічної енергетики в рамках класичних положень гідромеханіки та термодинаміки.
Гідравлічні ресурси, які живлять роботу гідроелектростанцій, є також обмеженими і часто географічно віддаленими від місць споживання, що потребує додаткових інвестицій в інфраструктуру для передачі електроенергії. Регулярні гідрометричні спостереження засвідчують рекордно низький приплив вод на річках та обміління водосховищ у різних частинах світу. Все частіше виникають проблеми водозабезпечення посушливих регіонів. Більшість кліматичних моделей вказують на зменшення у найближчі три десятиліття водності річок Центральної Європи, басейну Середземного моря, Центральної Америки та Бразилії.  Зміни водного режиму річок уже сьогодні негативно відбиваються на стані пов'язаних галузей економіки.
У повідомленні Національної енергетичної компанії «Укренерго» йдеться про низьку водність річки Дніпро. Через низький приплив вод на річках дніпровського басейну порушується стан екосистеми, а коефіцієнт використання встановленої потужності ГЕС складає всього 30-40 %.  Наявні макроенергетичні технології не забезпечують високого рівня використання гідрологічних ресурсів, нерідко звужують технічно доступний та економічно доцільний гідрологічний потенціал. Для об'єднаної енергосистеми України виникає загроза втрати регулюючих та маневрових потужностей гідроелектростанцій. Можливість побудови нових ГЕС обмежена, оскільки запаси не-використаних гідроресурсів здебільшого вичерпані, як і в більшості розвинених країн світу.
Для того, щоб задовольнити потреби суспільства в електричній енергії, наявних ресурсів, вочевидь, недостатньо. Не відповідають вони повною мірою і вимогам сталого розвитку. Магістральним шляхом подолання проблем розвитку галузі є удосконалення наявних та створення принципово нових технологій виробництва кінцевої електричної енергії із застосуванням новітніх джерел відновлюваної енергії а також раніше технічно недоступних та економічно недоцільних.
Альтернативою макроскопічній гідроенергетиці може стати молекулярна гідроенергетика.

## Молекулярні гідроелектростанції
Детальніше: Молекулярна гідроенергетика
Молекулярна гідроенергетика (англ. molecular hydropower) — наука і галузь, складова частина молекулярної енергетики, яка вивчає та використовує відновлювані енергетичні властивості молекул, атомів, йонів, інших малих частинок рідинного середовища, взаємодію цих частинок між собою, з іншими тілами а також з електричними та магнітними полями з метою вироблення, накопичення, розподілу та використання електричної енергії.

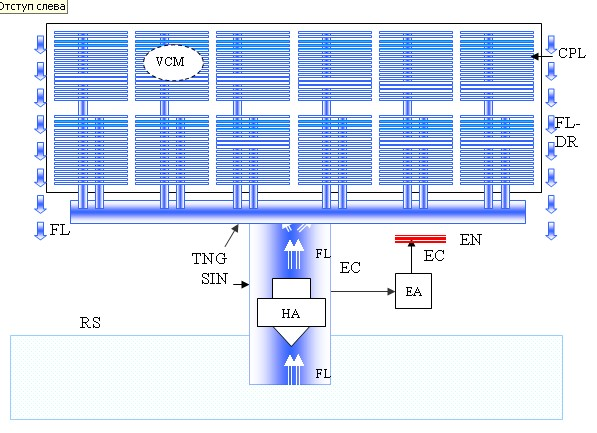
Молекулярна система виробництва електричного струму розгалуженого річища на основі об'ємних флюїдорушійних модулів.

Молекулярна система виробництва електричного струму розгалуженого річища на основі об'ємних флюїдорушійних модулів. Молекулярна гідроенергетика є також складовою частиною класичної гідроенергетики, в основі якої лежать закони гідродинаміки, що описують рух нестисливої рідини та її взаємодію з твердими тілами, а також закони гідростатики, що оцінюють рівновагу рідини та її дію на занурені в неї тіла. Тож, в розрахунках параметрів та характеристик систем молекулярної гідроенергетики поряд з енергетичними характеристиками малих частинок, всередині та на кордоні фаз, як правило, застосовуються також макроскопічні параметри (швидкість, тиск, густина) потоків рідини.
Ефективне перетворення та вивільнення енергії молекул, атомів, йонів та інших частинок рідини, скажімо, води або водних розчинів (електролітів), може бути здійснено за допомогою фізичних та хімічних поверхневих явищ, які виникають на межі фаз, зокрема, змочування, адгезії, когезії, капілярного ефекту, адсорбції,  абсорбції тощо. Поряд з вище названими явищами для створення молекулярних технологій та систем гідроенергетики застосовні також фізичні явища електрокінетики, осмосу, електродіалізу, магнітогідродинаміки в рідинах та їх розчинах, а ще поєднання цих ефектів.
Звідсіля витікає і поділ молекулярної енергетики на складові:
- гідроенергетика міжфазної поверхні;
- електрокінетична гідроенергетика;
- гідроенергетика градієнта солоності;
- магнітогідродинамічна гідроенергетика тощо.

Фізичні та хімічні явища лежать також в основі класифікації систем молекулярної гідроенергетики:
- гідроадгезійні електростанції міжфазної поверхні на основі позитивного термодинамічного p-потенціалу Гіббза;
- гідроабсорбційні електростанції міжфазної поверхні на основі негативного термодинамічного n-потенціалу Гіббза;
- електрокінетичні гідроелектростанції;
- осмотичні гідроелектростанції на основі градієнта солоності (гідроелектростанції забарного осмосу);
- електродіалізні гідроелектростанції на основі градієнта солоності ;
- магнітогідродинамічні електростанції тощо.

Класифікація молекулярних систем гідроенергетики є умовною, бо на практиці вони нерідко інтегруються.